# 2017年6月初臺灣暴雨

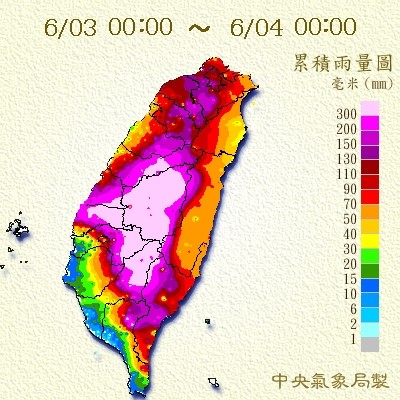
典型梅雨鋒面在臺灣之總雨量圖（6月3日—4日）。

2017年6月初臺灣暴雨，是指臺灣於2017年6月首周因為持續暴雨而發生的天災事件，事件造成3人死亡，2人失蹤，35人受傷，3,971人需撤離，農業產物及民間設施估計損失共2億7,115萬元新臺幣，尤以南投縣最為嚴重。為處理該起事件，台湾政府派三萬名兵力待命。台灣在此次暴雨事件過後，於6月中旬再次受到另一波「典型梅雨鋒面」影響，造成該月發生第二起暴雨事件。

## 成因與影響

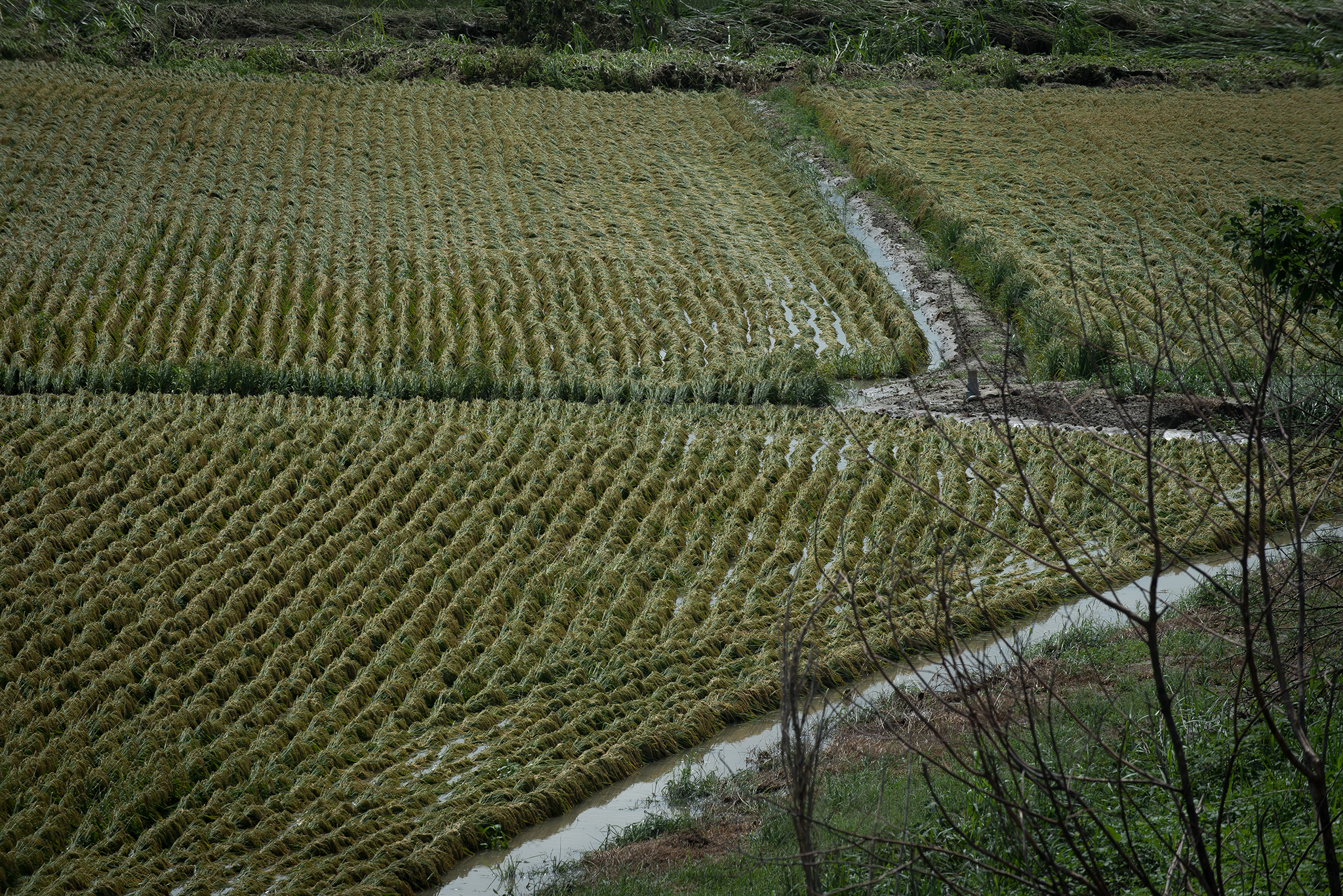
嘉義縣農損狀況。

2017年5月底，受梅雨锋面及西南气流影响，台湾北部沿海旺盛对流云系逐渐向南扩展，促成此次的暴雨事件。臺灣交通部中央氣象局表示此次暴雨事件是由「典型梅雨鋒面」所促成，並在梅雨鋒面影響台灣之前提醒民眾會有局部豪大雨，並伴隨雷雨、強陣風、冰雹發生。中國氣象局亦針對此鋒面影響地區發布暴雨黄色预警信号和强对流天气蓝色预警信号。
6月1日，臺灣中南部山區受西南氣流影響而出現降雨。2日凌晨，梅雨鋒面接觸北部陸地，凌晨2時至中午12時降雨集中在北北基，於入夜後南移，當晚10時至翌日（3日）清晨7時降雨則集中在臺灣中南部山區，多處測站皆測得達超大豪雨標準的強降雨。3日，鋒面先滯留於中臺灣，入夜後開始北抬，從而造成臺灣北部與中南部山區持續降雨。4日，西南氣流逐漸減弱，降雨明顯趨緩。在此期間，北部、中部、南部山區皆降下短延時降雨強度紀錄新高，其中新北市三芝區與雲林縣草嶺之最大三小時累積雨量均突破210毫米，高雄市南天池地區總累積雨量更高達1446毫米。

## 災害狀況

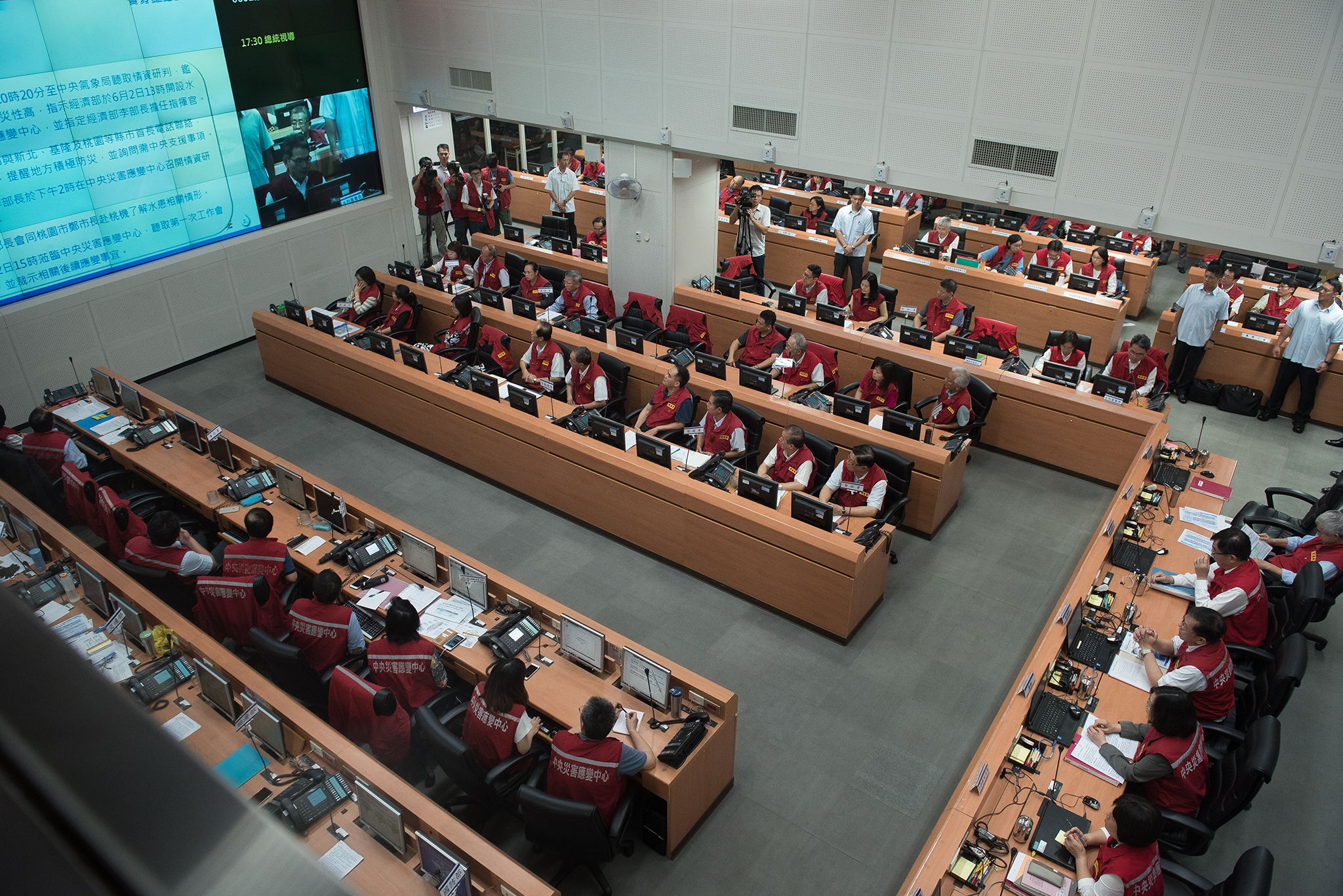
6月2日，因應豪雨特報，總統蔡英文視察中央災害應變中心。

中央氣象局於6月1日公布降雨趨勢圖分析，表示6月2日到6月3日各地可能出現陣雨或雷雨，並有豪雨等級以上的降雨發生機率，並指出6月4日與6月5日受到滯留鋒面影響，各地也會有陣雨或雷雨，並有局部大雨或豪雨發生的機率。隨著鋒面影響台灣，經濟部水利署於6月2日下午1時成立中央災害應變中心二級災害緊急應變小組，並表示新北市及基隆市共13個鄉鎮市區淹水達一級警戒，另有11縣市成立地方災害應變中心。。
受暴雨影響，位於新北市的第一核能發電廠內一座電塔因大雨倒塌，導致二號機組故障無法供電。翌日，中央氣象局表示鋒面正在往南移動，並提醒台灣中南部的民眾應防範豪雨。6月4日，臺灣中南部部分地區因暴雨引發山洪，南投縣信義鄉有5戶地基被淘空並翻落溪水，高雄市部分地區亦因河水暴漲，共有12戶民宅遭大水沖毀。
截至6月6日止，收整交通部公路總局及行政院農業委員會水土保持局坡地災點共71點，道路災點分佈在為台2線、台7線、台8線、台14線、台21線，沿路邊坡崩塌造成交通阻斷。全臺土石流潛勢溪流共有498條河川列入紅色警戒、315條河川則列入黃色警戒。而農作損失方面，受災面積廣達6130公頃。行政院公共工程委員會表示，若各直轄市及縣市政府當年災害準備金用罄，而後續若有公共設施復建需求時，各直轄市及縣市政府可依照「中央對各級地方政府重大天然災害救災經費處理辦法」報請行政院協助，並將啟動現勘審查機制。

## 後續事件
因應此次暴雨造成嚴重災情，新北市、臺中市、彰化縣、南投縣、雲林縣、嘉義縣及高雄市辦理現金救助及低利貸款。

### 宣布停班停課過遲
由於新北市在6月2日上半天遭受豪雨災害，上午8時許先宣布石門區停班停課，2小時後再公告金山區、三芝區停班停課，再1小時後左右亦宣布淡水區、萬里區、八里區停班停課，許多新北市民在新北市政府官方Facebook專頁「我的新北市」上，留言指稱宣布停班停課的時間過遲。新北市長朱立倫則表示，往後遇強降雨，將授權各區區長及校長在第一時間做出判斷，負起責任。
南投縣長林明溱於3日上午7時宣布當日停班停課，引起爭議。事後，林明溱表示日後會叮囑、督促人事處等相關單位，隨時注意氣象變化資料，掌握停班停課宣布的時機，減少民怨發生。

### 行政院前瞻計畫

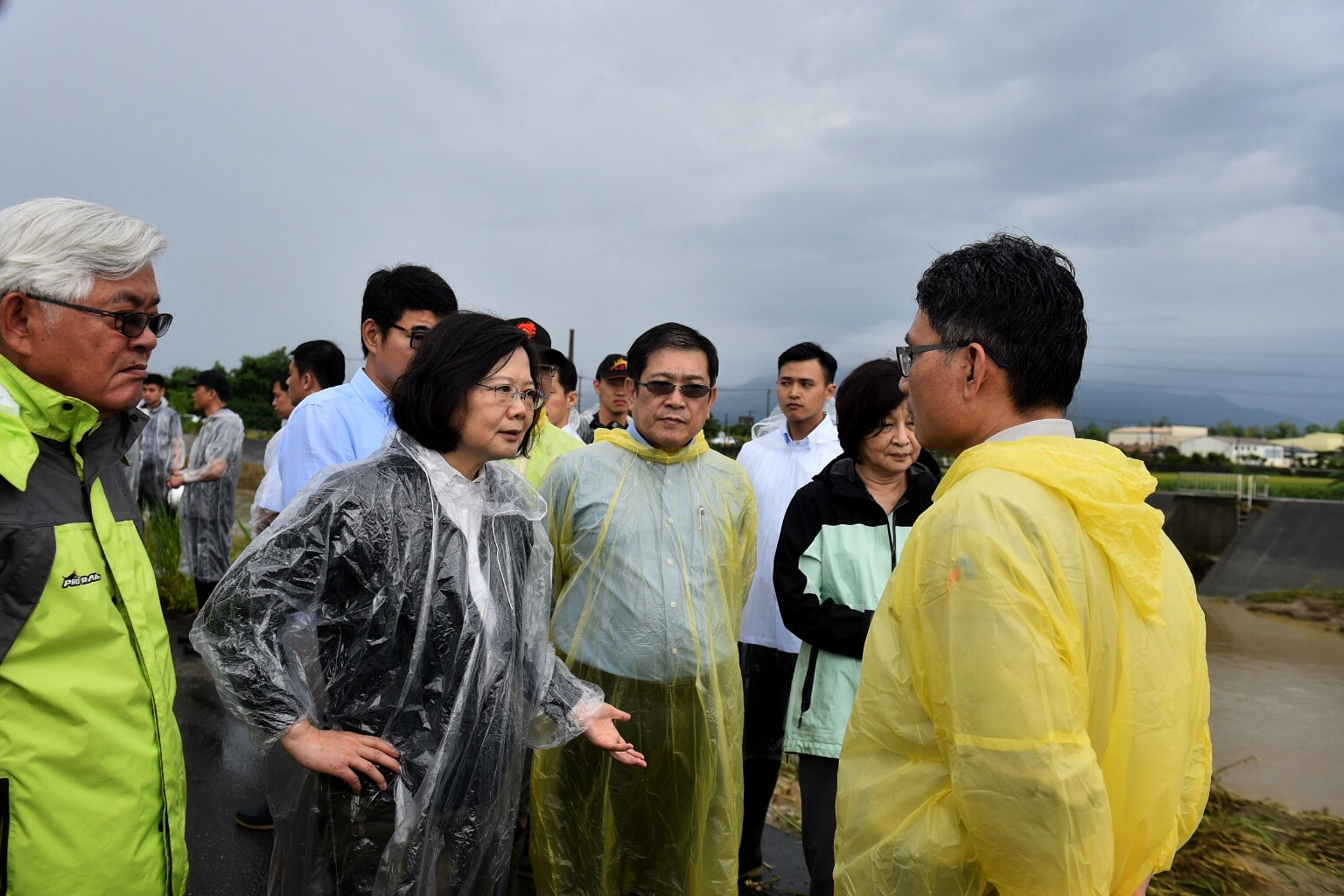
6月4日，總統蔡英文視察雲林石牛溪、大湖口等防洪措施。

2017年4月，中華民國行政院核定前瞻基礎建設計畫，期望透過政府興建及完善各種基礎設施，強化民間投資動能，帶動整體經濟成長潛能。在此次暴雨事件，時任行政院長林全到新北、基隆勘災，遭民眾質疑行政院未作好堤防害里內淹水，林全表示對水環境問題，前瞻計畫要重新檢討。民主進步黨立法委員黃偉哲指出此次前瞻計畫針對改善縣市河川及區域排水僅720億元，應要上調相關經費。成功大學水土保持生態工程研究中心主任詹錢登則表示此次梅雨重創多個縣市，完全不在前瞻計畫設想的範圍，為了避免再發生類似災害，前瞻計畫有必要調整。
行政院政務委員吳宏謀指出，各地方政府的縣市管河川及區域排水改善工程，完成率僅53％，亦即有47％的排水改善工程沒做，凸顯出前瞻計畫針對水環境建設的重要性及迫切性。總統蔡英文於6月2日視察雲林縣災情時，表示過去的治水計畫有受限或不足之處，在財政比較拮据的縣市，中央要給更多的支持，並表示將請相關單位用前瞻計畫的競爭型預算彈性使用。6月4日視察基隆市災情時表示，大武崙溪是屬於地方政府的管理責任，但中央會全力協助經費不足的地方，並表示前瞻計畫內有靈活運用的空間，允諾蓋滯洪池。

### 設備故障及工程問題
此次暴雨事件後，一名新北市水利局的員工向媒體透露新北市政府的水情預警系統自去年11月起就已癱瘓，無法提出雨量預警，更導致各抽水站的雨量警報器失去功用性。對此，新北市水利局回應，針對水情預警系統還會另外做更完善的回應。
此次暴雨事件發生時，基隆市建國里長陳堃信發現立德路水溝排水不及，擇日會勘後發現排水溝一側居然被封死，基隆市地檢署表示為維護民眾生命財產安全，分他字案調查，全案將先朝公共危險罪偵辦。基隆市中正公園主普壇附近道路則發生嚴重坍塌，整條道路斷裂扭曲，基隆市議員陳東財視察後表示，崩壞的擋土牆連根鋼筋都沒有，柏油路厚度也不夠，基隆市政府工程處則表示，為了讓居民能盡速通行順暢，開始在崩塌道路上邊坡的道路側溝外側，以H型鋼加襯鈑，做4公尺寬的便道，預計10天完工，提供當地居民進出。

### 廢棄物清理問題
受到此次暴雨事件影響，不少養殖用的保麗龍、廢蚵架被沖上岸，造成台南市安南區、安平區及南區海岸線雜亂，台南市環保局持續3日清理，清除各類垃圾二千四百多公斤，其中保麗龍就有約六百公斤。基隆北海岸、東北角沿近海域則出現大量漂流木及垃圾，其中以基隆八斗子漁港最為嚴重，截至6月7日中午共清理出3噸廢棄物。
此次暴雨事件後，臺灣有多處河川溢堤。雲林縣第五河川局長陳中憲視查三光里淹水現場，同意一週內完成雲林縣斗六市石牛溪行水區內私有地清淤工作，並緊急填補土堤缺口。同樣在此次暴雨溢堤的基隆大武崙溪，在基隆市環保局與國軍協助下清淤，基隆市工程處則於6月8日開始清運淤泥，基隆市議員呂美玲在事後抨擊，基隆市長林右昌上任已滿三年，大武崙溪每次淹水，議員都提醒過該清淤泥，但是市府都沒做，並要求林右昌向市民道歉。

## 釋義
1. ↑  「典型梅雨鋒面」指的是梅雨鋒面在台灣附近滯留，且鋒面伴隨較強的西南風或西南氣流，此種天氣型態易持續性發生豪大雨[6]。

## 外部連結
- . 中华人民共和国國家氣象中心.   [2018-01-06]. （原始内容存档于2018-01-06） （中文（中国大陆））.
- (PDF). 中華民國中央氣象局.   [2018-01-06]. （原始内容存档 (PDF)于2018-01-06） （中文（臺灣））.
- (PDF). 中華民國國家災害防救科技中心.   [2018-01-06]. （原始内容存档 (PDF)于2018-01-06） （中文（臺灣））.
- . 水利災害應變學習中心.   [2018-01-06]. （原始内容存档于2018-01-06） （中文（臺灣））.
- . 慈濟基金會.   [2018-07-10]. （原始内容存档于2018-06-24） （中文（臺灣））.